# Пашков Валентин Іванович
Валентин Іванович Пашков (30 липня 1919, місто Житомир — 24 травня 1982, місто Севастополь) — український радянський партійний діяч, 1-й секретар Севастопольського міського комітету КПУ. Депутат Верховної Ради УРСР 6—8-го скликань. Кандидат у члени ЦК КПУ в березні 1966 — лютому 1976 р.

## Біографія

Могила Валентина Пашкова

Народився в родині службовця. У 1939 році закінчив Житомирський механічний технікум.
З 1939 по 1945 рік — у Червоній армії. Учасник німецько-радянської війни з 1941 року. Служив авіаційним мотористом, писарем старшого оперативної частини штабу 35-го гвардійського бомбардувального авіаційного полку. Член ВКП(б) з 1944 року.
З 1946 року — на партійній роботі в місті Житомирі: інструктор, заступник завідувача, завідувач відділу, секретар Житомирського міського комітету КП(б)У.
У 1951—1954 роках — слухач Вищої партійної школи при ЦК КПУ в Києві.
У 1954—1960 роках — завідувач відділу пропаганди і агітації Севастопольського міського комітету КПУ; секретар, 2-й секретар Севастопольського міського комітету КПУ.
З 1960 по 1972 рр. — 1-й секретар Севастопольського міського комітету Компартії України.
З 1963 по 1967 — Депутат Верховної Ради Української РСР VI-го скликання. З 1967 по 1971 — Депутат Верховної Ради Української РСР VII-го скликання. З 1971 по 1975 — Депутат Верховної Ради Української РСР VIII-го скликання
З 1972 року — уповноважений Міністерства зовнішньої торгівлі СРСР при Раді Міністрів Української РСР.
Потім — персональний пенсіонер союзного значення. 24 травня 1982 року помер у Севастополі. Похований на кладовищі «Комунарів».

## Нагороди та відзнаки
- орден Трудового Червоного Прапора
- два ордени Знак Пошани
- орден Жовтневої революції
- медаль «За бойові заслуги» (17.05.1945)
- медаль «За оборону Сталінграда»
- медаль «За оборону Москви»
- медаль «За оборону Кавказу»
- Почесна грамота Президії Верховної Ради Української РСР (29.07.1969)